# Homosexualität in Oman
In Oman ist Homosexualität unabhängig vom Geschlecht nach Artikel 33 des omanischen Strafgesetzbuches verboten. Sie kann nach Artikel 233 mit einer Freiheitsstrafe von sechs Monaten bis zu drei Jahren bestraft werden. Eine unauffällige Lebensweise wird, solange sich die Kenntnis um die sexuelle Orientierung nur auf das nahe bzw. informelle Umfeld beschränkt, üblicherweise nicht sanktioniert, die Gesellschaft gilt unter Betroffenen als weniger restriktiv als z. B. die von Saudi-Arabien. Sexualpartner findet man in der verdeckten Szene, die unter Homosexuellen bekannt ist. Verheiratete Männer führen teilweise ein Doppelleben, Frauen praktizieren in der offiziellen Gesellschaft verdeckte Kommunikation über Blickkontakt. Homosexuelle erleben sich selbst als „anders“, manche empfinden ihre sexuellen Neigungen als krank und suchen psychiatrische Behandlung.

## Rezeption in den Medien
In einem Artikel der omanischen Zeitung The Week wurde 2013 über schwule Männer in Oman berichtet. In dem Artikel The Outsiders wurden homosexuelle Männer und Frauen porträtiert und die gesellschaftliche Situation anhand dieser Fallbeispiele dargestellt. Nach Beschwerden des omanischen Journalistenverbandes wurde die Website von The Week gesperrt. Der Verleger von The Week, Samir Al-Zakwani, musste sich vor Gericht für den Artikel verantworten. Der Artikel The Outsiders wurde drei Tage nach der Veröffentlichung von der Webseite der Zeitung entfernt. Es folgte eine öffentliche Entschuldigung des Verlegers Al-Zakwani.